# D'aquí a l'eternitat
D'aquí a l'eternitat (títol original en anglès From Here to Eternity) és una pel·lícula estatunidenca dirigida l'any 1953 per Fred Zinnemann. Basada en la novel·la homònima de James Jones, el film va rebre 8 Oscars: pel·lícula, director, actor secundari (Frank Sinatra), actriu secundària (Donna Reed), guió, fotografia en blanc i negre, so, i muntatge. Està doblada al català.

## Anàlisi
La vida entre els diferents habitants d'un campament militar durant els dies previs a l'històric atac japonès de Pearl Harbor és el fonament d'un magnífic film basat en una novel·la de James Jones adaptada per Daniel Taradash, que va modificar algunes parts de l'extens llibre.
Les passions són el lloc central en el qual es mouen els personatges, passió per l'exèrcit i passió per l'amor: un home humiliat, però disciplinat que buscarà una fugida en l'afecte d'una prostituta; un sotsoficial lleial, veterà i contradictori, que trobarà una aventura efusiva sense destinació; un temperamental i simpàtic soldat amant de les gresques i l'alcohol; i una dona insatisfeta que viu en un paradís ple d'homes libidinosos són alguns dels personatges que trobem en una pel·lícula narrada amb pols ferm pel mestre Fred Zinneman, el qual construeix el sorprenent atac nipó d'una manera més que efectiva, explicat amb força tensió física i psicològica.

## Repartiment
- Burt Lancaster: Sergent Milton Warden
- Montgomery Clift: Robert Lee Prewitt
- Deborah Kerr: Karen Holmes
- Donna Reed: «Lorene», Alma Burke
- Ernest Borgnine: Sergent James «Fatso» Judson
- Barbara Morrison: Senyora Kipfer
- Frank Sinatra: Angelo Maggio
- Philip Ober: Capità Dana Holmes
- Mickey Shaughnessy: Sergent Leva
- Jack Warden: Buckley
- Harry Bellaver: Mazzioli
- John Dennis: Ike Galovitch
- Merle Travis: Sal Anderson
- Tim Ryan: Pete Karelsen
- Arthur Keegan: Treadwell

## Premis i nominacions

### Premis[3]
- 1954: Oscar a la millor pel·lícula
- 1954: Oscar al millor director per Fred Zinnemann
- 1954: Oscar al millor actor secundari per Frank Sinatra
- 1954: Oscar a la millor actriu secundària per Donna Reed
- 1954: Oscar al millor guió adaptat per Daniel Taradash
- 1954: Oscar a la millor fotografia per Burnett Guffey
- 1954: Oscar al millor so per John P. Livadary
- 1954: Oscar al millor muntatge per William A. Lyon
- 1954: Globus d'Or al millor director per Fred Zinnemann
- 1954: Globus d'Or al millor actor secundari per Frank Sinatra

### Nominacions[3]
- 1954: Gran Premi del Festival per Fred Zinnemann
- 1954: Oscar al millor actor per Montgomery Clift
- 1954: Oscar al millor actor per Burt Lancaster
- 1954: Oscar a la millor actriu per Deborah Kerr
- 1954: Oscar al millor vestuari per Jean Louis
- 1954: Oscar a la millor banda sonora per Morris Stoloff i George Duning
- 1954: BAFTA a la millor pel·lícula